# José Rafael Abinader
José Rafael Abinader Wasaf (Tamboril, 2 de marzo de 1929-Santo Domingo, 4 de noviembre de 2018) fue un político, abogado, escritor y empresario dominicano. Llegó a ser vicepresidente del Partido Revolucionario Dominicano. Fundó la Universidad Dominicana O&M, de la cual fue rector. Padre del presidente actual de la República Dominicana, Luis Abinader Corona.

## Biografía

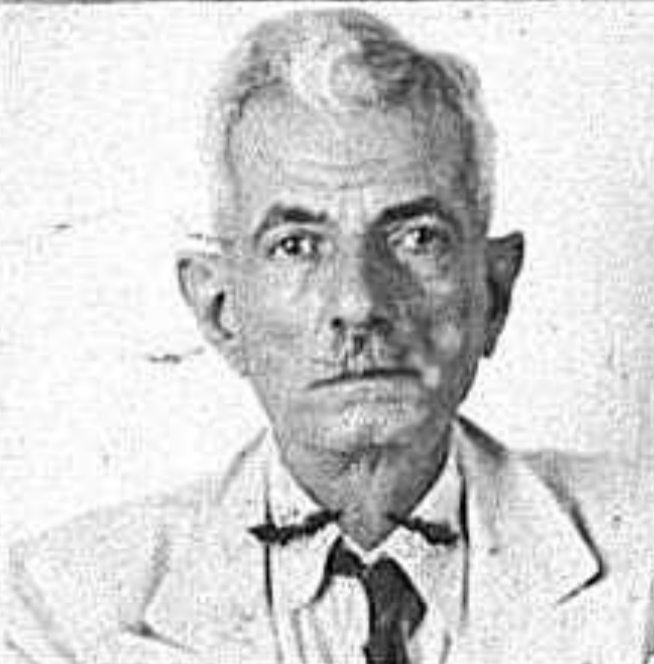
Su padre, el inmigrante libanés José Sesin Abinader, en una fotografía de 1945.

Hijo de José S. Abinader, inmigrante libanés llegado a la República Dominicana desde Baskinta en 1898, y de Esther Wassaf, nacida en Monte Cristi de padres libaneses. Cuando tenía 11 años de edad, su familia se mudó de Tamboril, al sector de Gurabito en Santiago de los Caballeros.
Se graduó de bachiller en ciencias sociales y matemáticas. Estudió derecho, obteniendo un doctorado; cursó estudios de postgrado en México, Chile y Brasil.
Asimismo, contrajo matrimonio con Rosa Sula Corona Caba, con quien procreó tres hijos, entre ellos, al empresario, político y actual presidente de República Dominicana Luis Abinader. Se separó de su esposa, sin divorciarse, y mantuvo una relación con Romina Catherine León Santos (fungió como cónsul dominicana en Valencia de 2020 a 2023), con quien procreó a su cuarta hija en 2001.
Abinader ha sido miembro del Comité Ejecutivo Nacional del Partido Revolucionario Dominicano desde 1963.

## Primeros años
Nació el 2 de marzo de 1929 en Tamboril, provincia Santiago.
José Rafael fue el penúltimo de 8 hermanos. Su padre, quien murió a los 56 años cuando Abinader apenas tenía 16 años, fue contador del comerciante de origen libanés Yapur Dumit, prominente empresario del norte del país.
Al concluir sus estudios de bachillerato, por razones económicas el joven tamborileño tuvo que esperar 3 años para viajar a Santo Domingo, “con 60 pesos para inscribirse en la Universidad, pagar una pensión y sostenerse”, recuerda su familia. Durante sus tres años preuniversitarios en Santiago estudio mecanografía y contabilidad en el Instituto Cuello de Santiago.
Se inscribió en la Universidad de Santo Domingo originalmente en la carrera de Ingeniería que no pudo seguir porque era impartida en la mañana y ya había conseguido un empleo en la Secretaría de Finanzas como mecanógrafo, con el que se sostenía.
Optó entonces por estudiar Derecho, carrera que se impartía en horas de la tarde. Graduado de doctor en Derecho, Abinader obtuvo una beca para estudiar una maestría en Administración Pública del afamado centro de educación superior Fundación Getulio Vargas, de Brasil, y hace otros estudios en el exterior.

## Carrera política
Identificado desde joven con las mejores causas del país, José Rafael Abinader emergió en la vida política dominicana como participante en el núcleo anti trujillista liderado por el héroe y mártir Salvador Estrella Sadhalá, uno de los ejecutores del tirano Rafael Trujillo.
Su experiencia de trabajo y conocida responsabilidad e integridad en la secretaría de Finanzas (hoy Ministerio de Hacienda) lo calificaron para ser designado director del Impuesto Sobre la Renta en el gobierno del Consejo de Estado de 1962.
En 1963, cuando se inauguró el régimen democrático, fue designado por el presidente electo, Juan Bosch, como viceministro de Finanzas. Tras el golpe de Estado al gobierno de Bosch, renunció del cargo, y en 1965 fue designado ministro de Finanzas por el gobierno revolucionario del coronel Francisco Alberto Caamaño, con la misión de asegurarle la preservación de los bienes privados y públicos en la zona constitucionalista.
Su carrera en el servicio público siguió cuando en 1978 el presidente Antonio Guzmán lo designó como contralor general de la República, posición en la que en 1979 actuó como el representante dominicano en la negociación para que la empresa norteamericana Gulf & Western repusiera a República Dominicana 38.7 millones de pesos, dejados de pagar al erario por operaciones bursátiles de la empresa norteamericana, recursos que fueron invertidos en obras públicas en la región Este.
Abinader fue también secretario de Finanzas del gobierno del presidente Salvador Jorge Blanco, 1982-1986, del que renuncia en febrero de 1984.Alternativamente con su carrera como servidor público y dirigente político, Abinader tuvo un especial interés por la educación, que consideró siempre una herramienta esencial del desarrollo del país.
En 1966 constituye O&M Consultores, que luego se convierte en la Universidad O&M. La Universidad Dominicana O&M tiene por filosofía no recibir subsidios estatales.El doctor Abinader fue también parte del movimiento renovador de la Universidad Autónoma de Santo Domingo, siendo elegido como vicerrector administrativo, en un difícil período en que esa institución debió defender con firmeza el fuero y la soberanía presupuestaria que le corresponden por Ley.
El político y estadista fue senador de la República por Santiago, en representación del Partido Revolucionario Dominicano (1998-2002). En estas funciones, en el año 1999 identificó y se opuso a lo que 15 años después sería el principal escándalo de corrupción del siglo la primera obra de constructores brasileños, el acueducto de la Línea Noroeste, por considerarlo sobrevaluado por las empresas Andrade y Odebrecht. Años después este proyecto se realizaría, pero con más de 20 millones de dólares menos e incluyendo unas 6 comunidades más. Siempre se caracterizó en su vida política por defender los principios de la alternabilidad democrática.
Fue Director Técnico del PRD hasta 1973.  En 1978 logra que el partido Alianza Social Demócrata, fundado por Juan Isidro Jiménez Grullon, se convierta en el único partido que acude unido a la candidatura de Don Antonio Guzmán y al PRD en las elecciones generales de ese año. Fue precandidato presidencial y candidato presidencial en varias ocasiones.  Cuando el sector mayoritario del PRD decide constituirse en un nuevo partido, el Dr Abinader le entrega, sin condiciones, a esa colectividad política, la franquicia electoral de la Alianza Social Dominicana convirtiéndose en el Partido Revolucionario Moderno, del cual es presidente de honor y miembro de su dirección ejecutiva.

## Carrera empresarial
El doctor Abinader es también un exitoso promotor de empresas que ha incursionado en el sector turístico, en el sector inmobiliario y de construcción, rigiéndose sus empresas por un protocolo ético que incluye no hacer negocios con el Estado. Su experiencia como economista le permitió de servir como asesor en el área financiera a entidades públicas y privadas.

## Muerte
Falleció el domingo, 4 de noviembre de 2018, a los 89 años de edad. El doctor Abinader, murió rodeado de su familia, en la paz del hogar. El fallecimiento, se produjo por complicaciones de salud, que venía padeciendo durante los últimos meses previos a su deceso.

## Obras
- Ideas económicas y sociales[1]
- Comentarios acerca del ahorro[1]
- Bosquejo de un estudio económico[1]
- La corrupción administrativa en América Latina[1]
- La sociedad bajo escrutinio[1]
- Poemas antiguos[1]
- Canto al Líbano y al Libanés.